# Romualdova pećina
Romualdova pećina (Špilja sv. Romualda) je špilja na južnoj strani brda Sv. Martina, na istočnom kraju Limskoga kanala, na 128 m nadmorske visine. Nazvana je po sv. Romualdu pustinjaku, koji je, prema legendi, tu živio. U znak sjećanja na njegov skromni život u pećini su se do 1942. priređivale procesije. Iza uskog ulaza pećina se nastavlja kao vijugav hodnik dug 105 m, koji se mjestimice širi, tvoreći 7 većih prostorija, ali bez izrazitih pećinskih ukrasa. Visina varira 1 m – 5 m, a širina 2 m – 7 m. Prosječna je temperatura oko 14 °C, a vlažnost 68 %. Danas je pećina u sustavu zaštite kao fenomen krša i kao stanište kolonije šišmiša (Myotis myotis). Istraživanjima tijekom 1961. i 1962. Mirko Malez je iskopao više sondi u kojima je pronađeno mnoštvo kostiju oko 40 životinjskih vrsta te mikrolitički kremeni artefakti gravetienske gornjopaleolitičke kulture. Prisutnost mlađepaleolitičkoga lovca potvrđena je nalazom zuba djeteta iz skupine Homo sapiensa u tzv. sloju »c«. Kako u slojevima nije potvrđeno postojanje ognjišta, smatra se da je bila rabljena samo povremeno. 
2018. godine u uglednom arheološkom časopisu Antiquity objavljen je članak hrvatskih arheologa Darka Komša, iz Arheološkog muzeja Istre, te Ivora Karavanića, sa zagrebačkog Filozofskog fakulteta, u kojem su objavili kako su pronašli prapovijesne crteže koji sežu i do 30.000 godina u doba paleolitika.